# Monument van de Boeroes

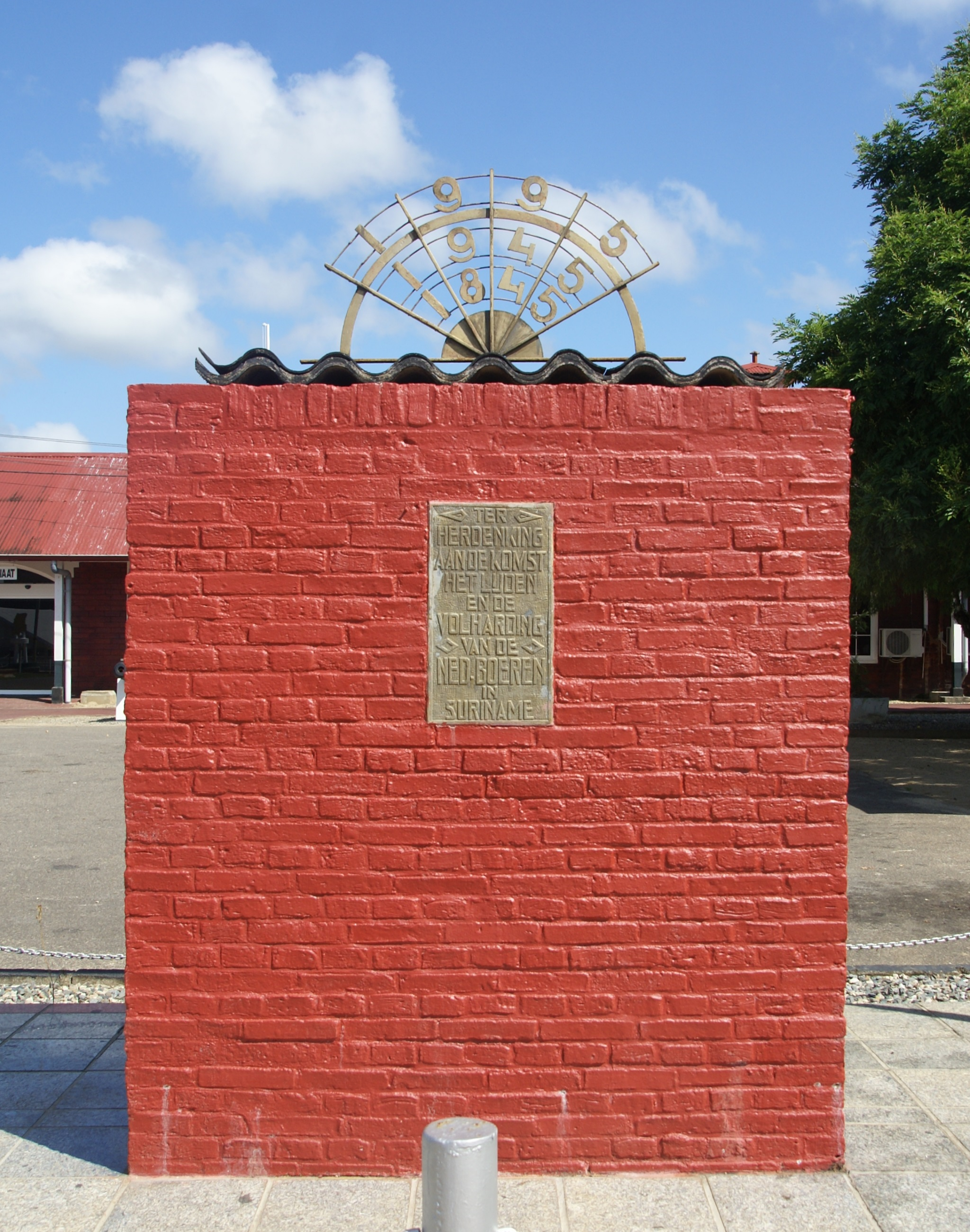
Het monument van de Boeroes: 100 jaar boerenkolonisatie.

Het Monument van de Boeroes staat op het Monumentenplein op het Monumentenplein in Groningen, Suriname.
De boerenkolonisatie van Suriname vanuit Nederland begon in 1845. De kolonisten werden bekend onder de naam Boeroes. Bij de viering van 100 jaar boerenkolonisatie in 1945 werd het Monument van de Boeroes opgericht.
Het monument bestaat uit een bakstenen blok, dat de vastberadenheid en moed van de kolonisten symboliseert. De golvende plaat erop symboliseert de woelige tijden. Zo stierven in het jaar van aankomst 147 boeren aan tyfus en in 1851 volgde een gele koorts-epidemie waarbij vele doden vielen. 
Bovenop zijn zonnestralen aangebracht, die symbool staan voor de latere voorspoed. Tussen de zonnestralen staan de jaartallen 1845, 1945 en 1995. Dit laatste jaartal werd ter gelegenheid van de herdenking van nog eens vijftig jaar kolonisatie in dat jaar aan het monument toegevoegd.
Op de muur bevindt zich een plaquette met de tekst:
Ter
herdenking
aan de komst
het lijden
en de
volharding
van de
Ned. boeren
in
Suriname